# Škoda VOS
O Škoda VOS foi um carro de luxo produzido pela montadora tchecoslovaca AZNP em sua fábrica em Mladá Boleslav entre 1949 e 1952. Por alguns anos, foi o carro preferido de altos funcionários políticos e militares na Tchecoslováquia. Nunca foi vendido ao público em geral.

## Antecedentes
Em 1949, a fábrica em Mladá Boleslav montou os últimos Škoda Superbs, grandes limusines de seis cilindros que evocavam o estilo dos carros americanos no final da década de 1930. As autoridades precisavam de uma substituição mais moderna e instruíram a Škoda a desenvolver uma. Este foi o carro que se tornaria o Škoda VOS. As letras VOS indicavam um "carro especial para o governo" em tcheco ou eslovaco (Vládní Osobní Speciál ou Vládny Osobný Špeciál).

## O carro
O carro entrou em produção em 1950 com a encarroçadora (naquela época mais conhecida como produtora de ônibus) Karosa: a montagem final ocorreu na própria fábrica da Škoda. A forma do carro era normal, apesar de ter sido projetado por Oldrich Meduna, cuja reputação até aquele momento vinha de seu trabalho projetando tanques militares. A arquitetura mecânica também era convencional, com um motor montado na frente acionando as rodas traseiras.
Mais notável, pelo menos em termos de carros europeus da época, era um grande motor de 5,2 litros com 120 cv. O motor veio de um caminhão Praga. No entanto, devido ao peso da blindagem, o carro padrão pesava quase 4 toneladas. A velocidade máxima era restrita a 80 km/h por ordem do Ministério do Interior. Uma versão "leve" sem toda a blindagem também foi listada.
Incomum para a época, o carro era equipado com ar-condicionado. No entanto, o mecanismo de ar-condicionado ocupava a maior parte do espaço no porta-malas, e tornou-se comum que dignitários que se deslocavam pela VOS viajassem seguidos por um segundo carro para transportar bagagem.

## Conexões com celebridades
Proprietários famosos incluíam o presidente Klement Gottwald, Enver Hoxha, Zhu De, Ana Pauker e Mao Tsé-Tung.
Ana Pauker, a líder comunista do Partido dos Trabalhadores Romenos (que mais tarde se tornaria o Partido Comunista Romeno) mandou produzir um Škoda VOS para correr em trilhos, atingindo velocidades de até 115 km/h com um peso total de 5 toneladas. O modelo agora está em exposição na estação ferroviária de Sinaia. O para-brisa seguro do motorista está quebrado após uma suposta tentativa de ataque perto da estação ferroviária Roşiori Nord.

## O fim
A produção do VOS terminou em 1952, quando 107 unidades já haviam sido produzidos. A Škoda não foi convidada a substituir o carro, e a elite política do país mudou sua fidelidade para o Tatra 603.